# Karhusaari (ö i Finland, Birkaland, Övre Birkaland, lat 62,16, long 24,41)
Karhusaari är en ö i Finland. Den ligger i sjön Ukonselkä och i kommunerna Mänttä-Filpula och landskapen  Birkaland och Mellersta Finland, i den södra delen av landet, 220 km norr om huvudstaden Helsingfors. Öns area är 1 hektar och dess största längd är 170 meter i sydväst-nordöstlig riktning.